# 越谷市立大袋東小学校
越谷市立大袋東小学校（こしがやしりつ おおぶくろひがししょうがっこう）は、埼玉県越谷市袋山にある公立小学校。

## 沿革
- 1974年4月1日 - 越谷市立大袋小学校内に開校
- 1974年10月15日 - 校章制定
- 1974年12月20日 - 校歌制定
- 1975年2月24日 - 校旗制定
- 1977年2月5日 - 校章制定

## 教育目標
- 考える子
- 思いやりのある子
- 健康で明るい子

## 通学区域
- 大林 - 一部
- 下間久里 - 一部
- 上間久里 - 一部
- 袋山 - 一部
- 南荻島 - 一部
- 大里 - 一部
- 大房 - 一部[1]